# Maurisèth
Maurisèth (en francès Morizès) és un municipi francès situat al departament de la Gironda i a la regió de la Nova Aquitània.

## Demografia
| 1962                                       | 1968 | 1975 | 1982 | 1990 | 1999 | 2007 |
| ------------------------------------------ | ---- | ---- | ---- | ---- | ---- | ---- |
| 534                                        | 542  | 514  | 508  | 505  | 508  | 548  |
| Des de 1962: població sense dobles comptes |      |      |      |      |      |      |

## Administració
| Període   | Identitat                | Partit |
| --------- | ------------------------ | ------ |
| 2001-2008 | Liliane Bienvenu-Sourbet | CNPT   |
| 2008-     | Jeannine Cuvillier       |        |